# Hockeyallsvenskan
Hockeyallsvenskan è il secondo livello professionistico del campionato svedese di hockey su ghiaccio. Comprende 14 squadre.

## Squadre 2025-2026
| Squadra          | Città        | Arena               | Capienza |
| ---------------- | ------------ | ------------------- | -------- |
| AIK              | Stoccolma    | Hovet               | 8,094    |
| Almtuna IS       | Uppsala      | Gränby ishall       | 2,862    |
| BIK Karlskoga    | Karlskoga    | Nobelhallen         | 5,000    |
| IF Björklöven    | Umeå         | Visionite Arena     | 5,200    |
| IF Troja-Ljungby | Ljungby      | Ljungby Arena       | 3,500    |
| IK Oskarshamn    | Oskarshamn   | Be-Ge Hockey Center | 3,275    |
| Kalmar HC        | Kalmar       | Hatstore Arena      | 2,650    |
| Modo Hockey      | Örnsköldsvik | Hägglunds Arena     | 7,115    |
| Mora IK          | Mora         | Smidjegrav Arena    | 4,500    |
| Nybro Vikings IF | Nybro        | Liljas Arena        | 2,380    |
| Södertälje SK    | Södertälje   | Scaniarinken        | 6,200    |
| Vimmerby HC      | Vimmerby     | VBO Arena           | 1,750    |
| Västerås IK      | Västerås     | ABB Arena           | 4,496    |
| Östersunds IK    | Östersund    | Östersund Arena     | 2,500    |